# Cephalobyrrhus jaechi
Cephalobyrrhus jaechi är en skalbaggsart som beskrevs av Andreas Pütz 1998. Cephalobyrrhus jaechi ingår i släktet Cephalobyrrhus och familjen lerstrandbaggar. Inga underarter finns listade i Catalogue of Life.